# Laparoscopia

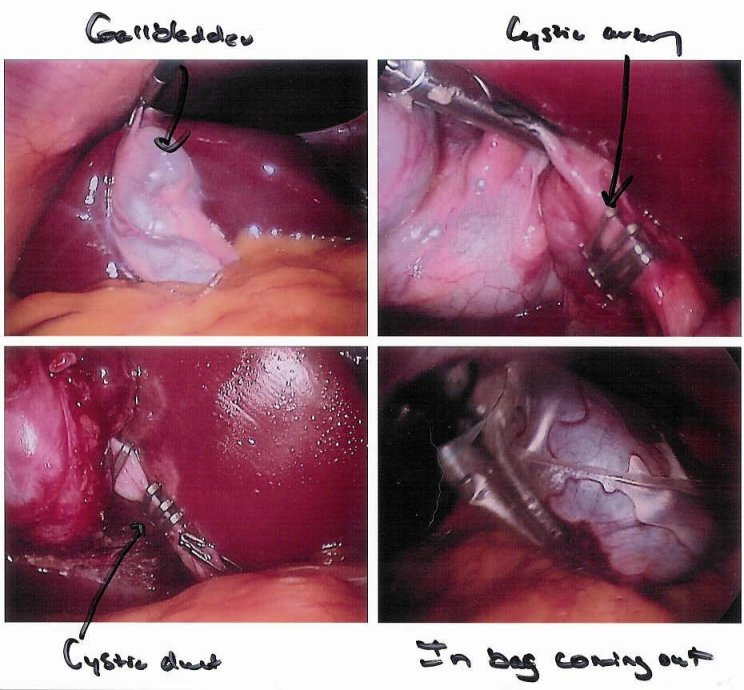
Colecistectomia feita através de um laparoscópio

Laparoscopia é um procedimento cirúrgico minimamente invasivo realizado sob efeito de anestesia. É um método consagrado para retirada da vesícula biliar. Também é utilizada largamente em cirurgias ginecológicas e urológicas.

## Técnica/procedimento
O primeiro passo para a realização de uma laparoscopia é a criação de um espaço para o trabalho com a confecção do pneumoperitônio, geralmente pela punção com agulha de Veress (usualmente no umbigo ou no ponto de Palmer em hipocôndrio esquerdo) e insuflação de gás não comburente como o dióxido de carbono.
A seguir, um trocater é utilizado para criar um ou mais portais através dos quais o cirurgião pode utilizar ópticas, pinças, grampeadores, aspiradores ou mais instrumentos necessários a realização do ato cirúrgico.
Uma vez concluído o procedimento o gás na cavidade é esvaziado, os trocateres retirados e os portais fechados pela sutura da aponeurose da parede abdominal e a pele.

## Complicações
Pode ocorrer a perfuração acidental das vísceras e grandes vasos abdominais pela punção e colocação de trocateres. A pressão exercida pelo gás (usualmente 10 a 15mmHg) utilizado no pneumoperitônio pode reduzir significativamente o débito cardíaco devido a redução do retorno venoso pela compressão das grandes veias abdominais. A insuflação inadvertida da hipoderme causa enfisema subcutâneo usualmente reversível sem maiores consequências. Ainda que diminuta, a abertura da parede abdominal para colocação dos trocateres pode causar hérnia incisional.